# Aigle (panfilo)
L'Aigle era il panfilo imperiale francese al servizio di Napoleone III e della sua famiglia.

## Storia
L’Aigle fu costruito per ordine dell'imperatore Napoleone III nei cantieri di Cherbourg;
i lavori iniziarono nel 1857, fu varato il 23 dicembre 1858 ed entrò in servizio l'8 febbraio 1859. Le prove in rada furono effettuate il 9 giugno dello stesso anno.
Era armato come una corvetta a tre alberi, inoltre aveva due ruote a pale e un fumaiolo.
Fu utilizzato prevalentemente nel Mediterraneo, per raggiungere la Corsica e l'Algeria, allora colonia francese.
La crociera più importante fu quella del 1869. Il 2 ottobre di quell'anno il panfilo attraccò a Venezia, dove imbarcò la Imperatrice Eugenia. Dal 14 al 18 dello stesso mese fece tappa a Costantinopoli ed il 22 arrivò a Alessandria d'Egitto per l'inaugurazione del canale di Suez. Il 17 novembre l’Aigle, con a bordo Ferdinand de Lesseps e l'imperatrice Eugenia,  apriva il corteo di panfili di imperatori (Francesco Giuseppe), principi reali (di Prussia, Olanda e Russia), del chedivè Ismāʿīl, di nobili e ambasciatori, che sfilò attraverso il canale appena costruito per inaugurarlo. Raggiunse il Mar Rosso il 20 novembre 1869.
Dopo la caduta dell'Impero, nel 1873, il natante fu convertito a corvetta con il nome di Rapide. Fu tuttavia posto in riserva fino al 1891 quando fu venduto per essere demolito.

## Precedenti panfili imperiali
- La Reine Hortense